# Disease Models & Mechanisms
Disease Models & Mechanisms, abgekürzt Dis. Model. Mech. ist eine wissenschaftliche Fachzeitschrift, die von der Company of Biologists veröffentlicht wird. Die Zeitschrift erscheint derzeit mit sechs Ausgaben im Jahr. Es werden Arbeiten veröffentlicht, die sich mit der Forschung an Modellorganismen für eine verbesserte Diagnose und Behandlung menschlicher Krankheiten beschäftigen.
Der Impact Factor lag im Jahr 2014 bei 4,973. Nach der Statistik des ISI Web of Knowledge wird das Journal mit diesem Impact Factor in der Kategorie Zellbiologie an 50. Stelle von 184 Zeitschriften und in der Kategorie Pathologie an siebenter Stelle von 75 Zeitschriften geführt.